# Lincoln Mark
O Mark é um coupé de luxo de porte grande da Lincoln.